# Dorotea
Dorotea je žensko osebno ime.

## Izvor imena
Ime Dorotea je različica ženskega osebnega imena Doroteja.

## Tujejezikovne različice imena
- pri Angležih: Dorothy
- pri Čehih, Poljakih, Slovakih: Dorota
- pri Madžarih:Dorottya
- pri Nemcih, Norvežanih: Dorothea
- pri Srbih: Доротија
- pri Švedih: Dorote

## Pogostost imena
Po podatkih Statističnega urada Republike Slovenije je bilo na dan 31. decembra 2007 v Sloveniji število ženskih oseb z imenom Dorotea: 40.

## Osebni praznik
Osebe z imenom Dorotea lahko godujejo takrat kot Doroteja.